# Grünbaum Menyhért
Grünbaum Menyhért (Meinhart Maur) (Hajdúnánás, 1884./1891. augusztus 18. – London, 1964. november 27.) magyar születésű német-brit színész.

## Életpályája
1903-tól Németországba költözött. A düsseldorfi színművészeti iskolában képezte magát művésznek, és 1905-ben szerepelt először a Der Graf von Charolais című darabban. 1906-ban állandó színészgyakornoki állást kapott Louise Dumont színházában, ahol 1909-ig maradt. Színpadi kollégái közé tartozott ezekben az években Paul Henckels, Hermine Körner, Bernhard Goetzke és Eva Speyer. 1909-ben Hildesheimbe, 1910-ben Koblenzbe, 1912–1918 között pedig Mannheimbe költözött. 1918 őszén játszott először szerepeket Max Reinhardt színházaiban (Kammerspiele, Deutsches Theater, Kleines Schauspielhaus). Főszerepet vállalt Max Reinhardt Der Weibsteufel című előadásában.
1919-ben kezdte rövid, de intenzív filmes karrierjét. Leginkább Hadschi Halef Omar megformálásával vált ismertté három korai Karl May-filmadaptációban (Die Teufelsanbete, Auf den Trümmern des Paradieses, Die Todeskarawane) 1920-ban. 1922-ben E. T. A. Hoffmann Die Elixiere des Teufels című művének saját adaptációja után átmenetileg befejezte filmes pályafutását színházi karrierje és rádiójátékos karrierje javára. 1923-ban Németországban bevezették a szórakoztató rádiót; itt is hallható volt, mind rádiójátékok narrátoraként, mind saját műsorainak előadójaként. 1925-ben részt vett Hans Rosenplüt farsangi színdarabjainak rádióprodukciójában, amelyet Alfred Braun rendezett, 1929-ben pedig Friedrich Wolf híres rádiójátékában, az SOS ... rao rao ... Foyn című rádiójátékban a "Leningrádi Funker" szerepét szólaltatta meg.
Ezekben az években csak alkalmanként jelent meg filmes kamerák előtt. 1936-ban elmenekült a nemzetiszocialisták elől, és Angliába emigrált. 1936-ban ott volt látható Alexander Korda Rembrandt című művészéletrajzában. Ettől eltekintve kezdetben főleg színházban játszott (pl. 1940-ben az Ismeretlen cím című darabban, 1944/45-ben az Arzén és csipkecsuklya című fekete komédiában, 1946-ban a Nyár Nohantban), részt vett rádióműsorokban, végül kisebb, de kiemelkedő mellékszerepeket játszott alacsony költségvetésű filmekben, valamint igényes, pazar produkciókban, mint a Hoffmann meséi (1951) és a Boccaccio nagy szerelme. 70 éves korában visszavonult a magánéletbe, miután 1954-ben Achmed Huda tábornokot alakította A király négy felesége című epizódban a Szerencse tengerésze című televíziós sorozatban.

## Magánélete
Felesége, Annie Arden prágai színésznő volt, akivel együtt szerepelt Az ördögi elixírekben.

## Filmjei
- Roth asszony két hitvese (1919)
- Harakiri (1919)
- Az éden romjainál (1920)
- Halálkaraván (1920)
- A pókok - 2. rész (1920)
- Az ördögimádó (1921)
- Rembrandt (1936)
- Jeannie (1941)
- Fényjelek Algírban (1943)
- Hoffmann meséi (1951)
- Sose engedj el! (1953)
- Dekameron-éjszakák (1953)
- Malaga (1954)

## Fordítás
- Ez a szócikk részben vagy egészben  a   Meinhart Maur című német Wikipédia-szócikk ezen változatának fordításán alapul.  Az eredeti cikk szerkesztőit annak laptörténete sorolja fel. Ez a jelzés csupán a megfogalmazás eredetét és a szerzői jogokat jelzi, nem szolgál a cikkben szereplő információk forrásmegjelöléseként.